# Johannes Jonæ Tornæus
Johannes Jonæ Tornæus, född i Torneå, död 16 juli 1681 i Nedertorneå socken, var en svensk kyrkoman och riksdagsman, känd för sin beskrivning av Torne och Kemi lappmarker.

## Biografi
Johannes Jonæ Tornæus inskrevs vid Uppsala universitet 1625, och verkar ha finansierat sina studier genom att ha haft tjänst som informator, både hos Joachim Opsopæus, och hos kyrkoherden i Rimbo församling Olaus Roslagius. 1632 promoverades han till magister.
Under studieåren torde han ha lärt känna Petrus Steuchius. 1639 utnämndes han till kyrkoherde i Nedertorneå. 1649 blev han prost, och 1654 kontraktsprost.
Tornæus var deputerad vid riksdagarna 1644 och 1647.
I tjänsten som kyrkoherde verkade han för samernas frälsning, genom att lära en samisk pojke läsa katekesen och sända denne på missions- och undervisningsresa till Lappmarkerna. Han företog även själv flera sådana resor. På befallning av Kungl. Maj:t översatte han Manuale Sueticum till samiska, vilken utgavs 1648 med titeln Manuale Lapponicum i Stockholm dit han då begav sig för överseende av tryckningen. Manuale Lapponicum är en av de äldsta böckerna på samiska, och handlar framför allt om kyrkobruk.
Johannes Tornæus författade 1672 en av de så kallade prästrelationerna, som låg till grund för Johannes Schefferus verk Lapponia. Texten utgavs som ett självständigt verk 1772.
Tornæus var gift två gånger, först med Margareta Königsdotter och sedan med Margareta Burman från Bureätten, en dotter till Andreas Nicolai Bothniensis. En son i första äktenskapet hade tjänst hos riksrådet greve Oxenstierna. Olaus Graan, kyrkoherde i Piteå landsförsamling 1656–1689, var måg till Tornæus.
Tornæus begravning finns beskriven av Jean-François Regnard som vid tillfället befann sig i Torneå.